# Gyöngyöspata
Gyöngyöspata je vas na Madžarskem, ki upravno spada pod podregijo Gyöngyösi Županije Heves.